# Kumimanu
Genre
Kumimanu est un genre fossile de l'ordre  des Sphenisciformes qui ont vécu de 60 à 56 millions d'années avant notre ère lors du Paléocène dans ce qui est aujourd'hui la Nouvelle-Zélande. Les espèces de ce genre, présentant une très grande taille, sont considérées comme les plus anciennes de l'ordre des Sphenisciformes et seraient apparues juste après la disparition pour les Sphenisciformes de pouvoir voler.

## Description
Kumimanu est un genre dont les fossiles ont été découverts sur l'Île du Sud en Nouvelle-Zélande au sein de la formation de Moeraki sur la commune de Hampden dans le nord de la région d'Otago. Les restes sont parcellaires, mais permettent néanmoins de reconstituer Kumimanu. Il s'agit sans doute du genre présentant les espèces de la plus grande taille dans l'ordre des Sphenisciformes. Selon les estimations l'espèce Kumimanu fordycei aurait pesé entre 148 et 160 kg, soit un poids similaire à celui d'un Gorille, l'espèce Kumimanu biceae étant un peu plus petite avec quand même plus de 100 kg. Du fait des restes parcellaires il est difficile d'estimer la taille de Kumimanu, le chiffre avancé est de 1,5 m sous réserve de nouvelles découvertes, ce qui est plus petit que Palaeeudyptes klekowskii mais qui était toutefois moins lourd. L'estimation quoi qu'approximative a été faite par l'étude d'un humérus mesurant 10 cm, soit d'une taille deux fois plus grande de celle d'un Manchot empereur qui est le plus grand Manchot moderne. Comme les manchots actuels, Kumimanu n'avait plus la capacité de voler. La disparition de cette capacité chez les Spheniscifromes n'a pas encore été datée en l'absence de chaînon manquant, mais on estime que cela a dû se produire peu avant 60 millions d'années. Le gigantisme est apparu très tôt chez les manchots et l'on pense que cela a permis une meilleure thermorégulation du corps en eaux froides et/ou aidé à la plongée pour la capture de poissons. Ces espèces plongeaient profondément, probablement plus que les Manchots modernes pour trouver leur nourriture. Les premiers fossiles, découverts entre 2016 et 2017 dans des couches datées de 57 millions d'années par une équipe internationale, ont été l'objet d'un publication d'Alan Tennyson du musée de Nouvelle-Zélande Te Papa Tongarewa où ils sont aujourd'hui conservés,,. L'espèce K. fordycei a été nommée en l'honneur du professeur émérite R. Ewan Fordyce de l'université de l'université d'Otago.

## Environnement
Le genre Kumimanu a vécu après la grande extinction Crétacé-Paléogène qui mit fin au règne des dinosaures. Les Kumimanu ont exploité une niche écologique vacante à la suite de la disparition des reptiles marins géants, tels les Mosasaures<,. À cette époque les ancêtres des Pinnipèdes et des Cétacés n'ont pas encore conquis le milieu aquatique et les Sphenisciformes n'ont pas vraiment de concurrence. Les Kumimamu vivaient en compagnie d'autres membres de l'ordre des Sphenisciformes tels que Petradyptes découvert sur le même site en Nouvelle-Zélande. 

## Liste des espèces
Selon Paleobiology Database (7 septembre 2024) :
- †Kumimanu biceae Mayr et al., 2017
- †Kumimanu fordycei Ksepka et al., 2023[10]

## Systématique
Le nom valide complet (avec auteur) de ce taxon est Kumimanu Mayr, Scofield (d), De Pietri (d) & Tennyson (d).